# Louis René Tulasne

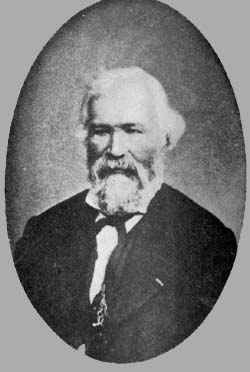
Louis René Tulasne.

Louis René Tulasne (även känd som Edmond Tulasne), född 12 september 1815 i Azay-le-Rideau, departementet Indre-et-Loire, död 22 december 1885 i Hyères, var en fransk botaniker.
Tulasne blev juris doktor 1835 och var "aide-naturaliste" vid Muséum national d'histoire naturelle i Paris 1842-65. Han var en av sin tids främsta mykologer och gjorde sig berömd genom utvecklingshistoriska undersökningar och betydelsefulla upptäckter inom flera lägre svampgrupper, men efterlämnade även rent deskriptiva arbeten. Han invaldes som utländsk ledamot av svenska Vetenskapsakademien 1872.
Auktorsnamnet Tul. kan användas för Louis René Tulasne i samband med ett vetenskapligt namn inom botaniken; se Wikipediaartiklar som länkar till auktorsnamnet.